# Nochten
Nochten (Oppersorbisch: Wochozy) is een plaats in de Duitse gemeente Boxberg/O.L., deelstaat Saksen, en telt 280 inwoners (2007).

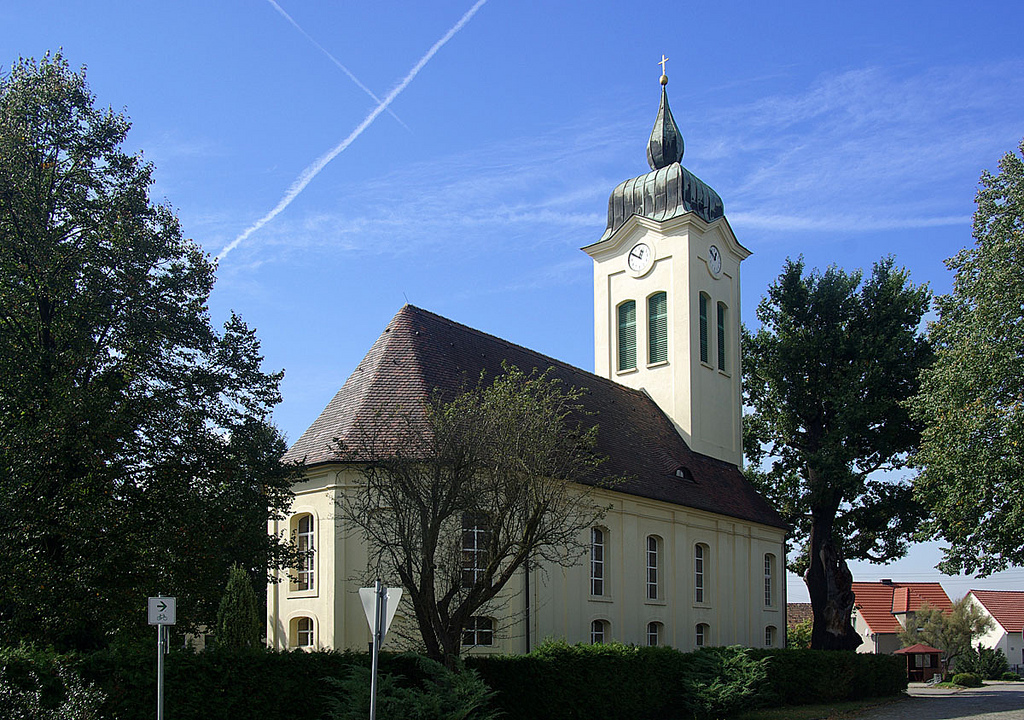
Kerk in Nochten
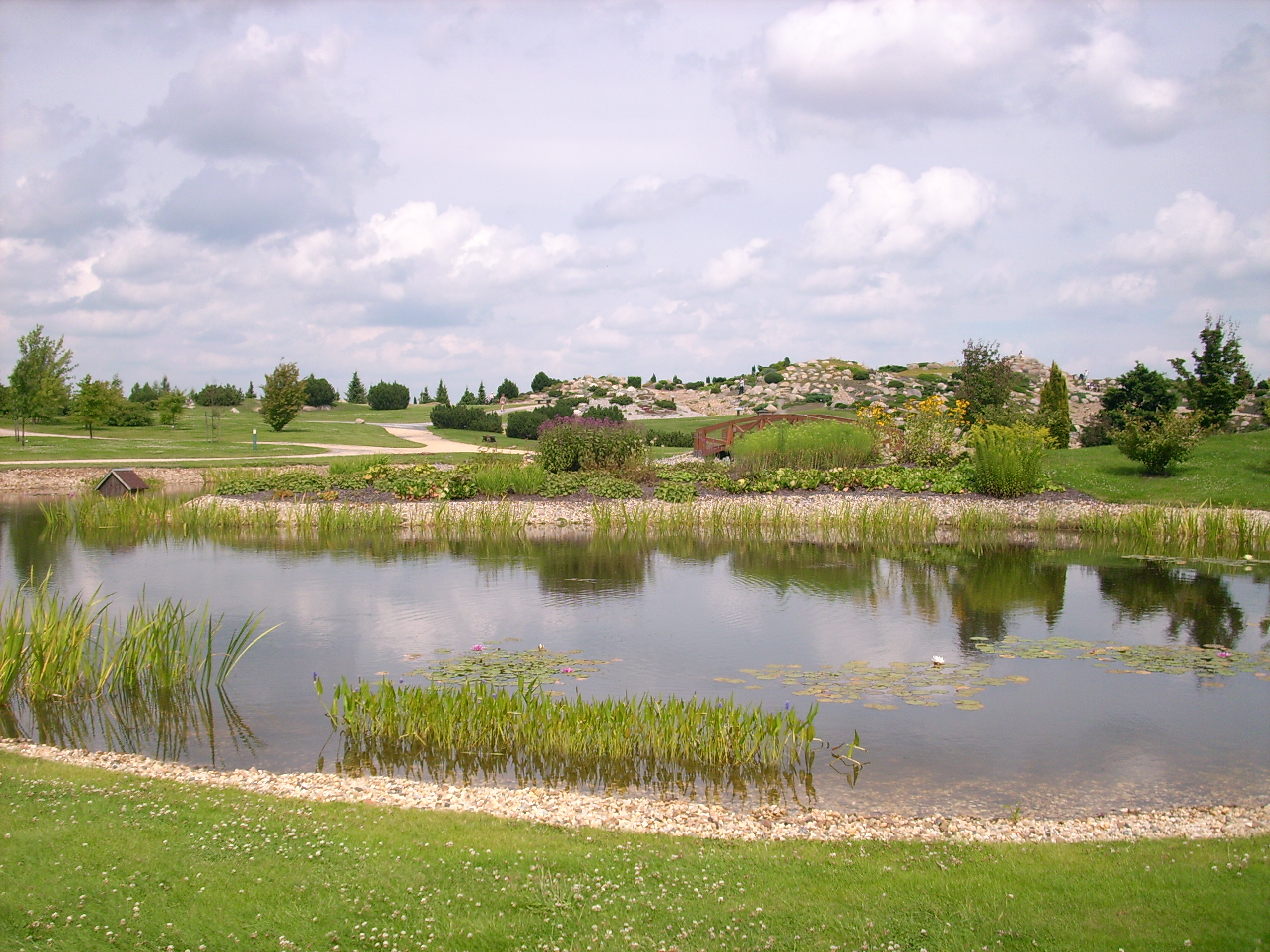
Findlingspark Nochten
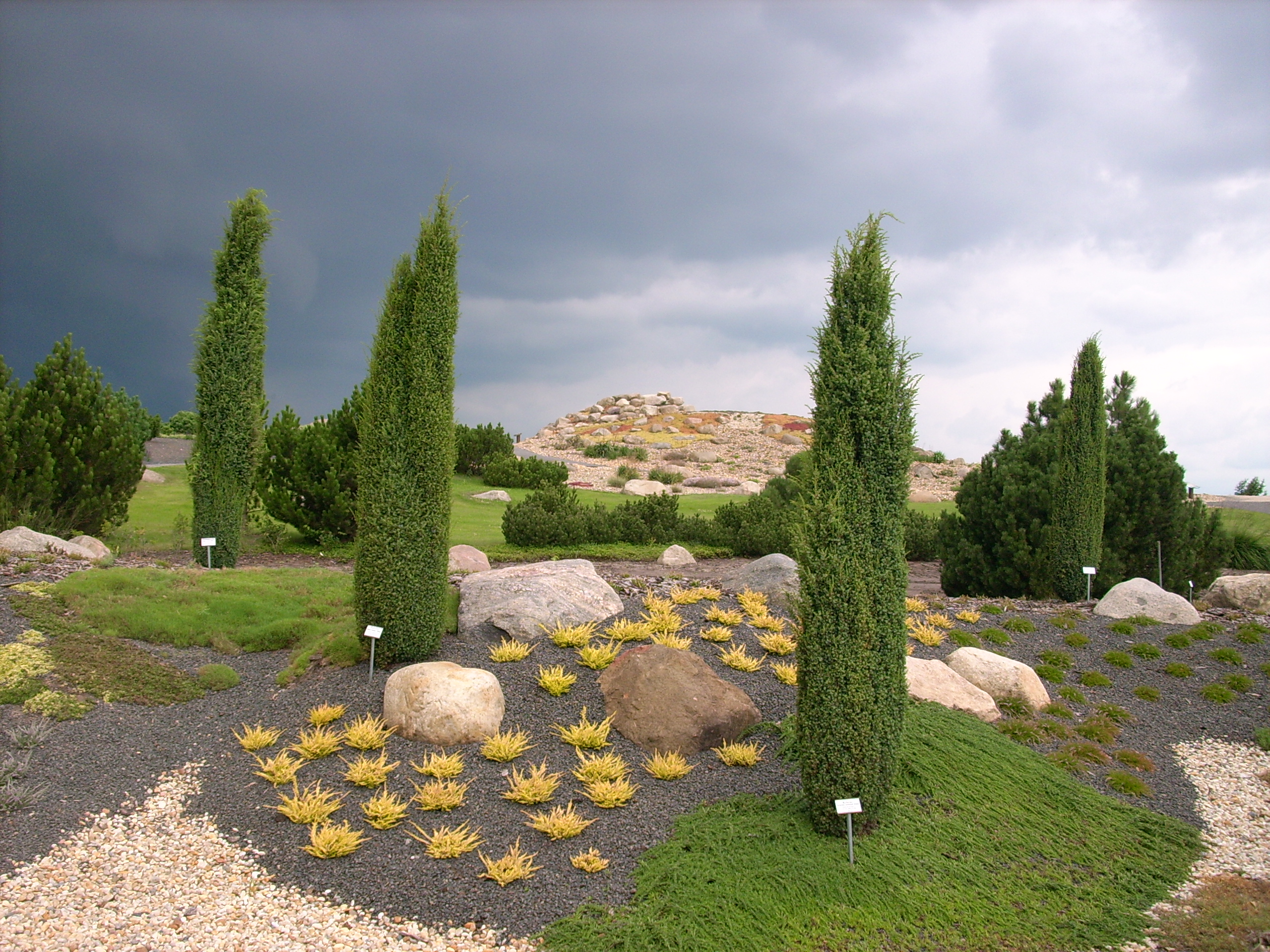
Findlingspark Nochten